# Três Marias (grupo)
As Três Marias foi um grupo vocal feminino brasileiro proeminente nos anos 40, época em que acompanharam muitos artistas no disco e no rádio.
Idealizado por José Mauro, então diretor artístico da Rádio Nacional em 1942, era formado primeiramente por Bidu Reis, Marília Batista e Salomé Cotelli. Nesse ano, fizeram a primeira gravação, na Victor, acompanhando Linda Batista nos sambas Bom dia (Aldo Cabral e Herivelto Martins) e Aula de música (Haroldo Barbosa e Herivelto Martins).
Em 1943, acompanhadas de Zacarias e Orquestra, gravaram a batucada Cai, cai (Roberto Martins) e o samba Morena boca de ouro (Ary Barroso), nesta, junto de Nilo Sérgio, em disco Victor. E gravaram junto de Francisco Alves os foxtrotes Quantas são (Jingle, jingle, jingle, de Joseph Lilley e Frank Loesser) e Céu cor-de-rosa (Indian summer, de Al Dubin e Victor Herbert), ambos versões de Haroldo Barbosa, lnçados em disco Odeon. Participaram do filme É proibido sonhar, de José Carlos Burle.
Junto delas, Albertinho Fortuna gravou seu primeiro disco, na Victor, com o samba Ai, que saudades da Amélia! (Ataulfo Alves e Mário Lago), em 1944. No ano seguinte, Bidu Reis e Marília Batista se desligaram do grupo, sendo substituídas por Consuelo Sierra e Hedinar Martins, esta última irmã de Herivelto Martins. Bidu voltou ao grupo dois anos depois, no lugar de Consuelo. O trio foi reformulado novamente em 1950, agora composto de Hedinar, Nilza de Oliveira e Carmen Déa e, em 1953, as duas últimas foram substituídas por Consuelo Sierra e Maria Tereza.
Embora bastante prestigiado por Paulo Tapajós, então diretor artístico da Rádio Nacional, o grupo se desfez em 1957.

## Filmografia
- É Proibido Sonhar (1943)
- Não Me Digas Adeus (1949)
- Era Uma Vez Um Vagabundo (1952)

## Fonte
- «Dicionário da MPB»